# Laccosperma secundiflorum
Espèce
Synonymes
- Ancistrophyllum laurentii De Wild.[1]
- Ancistrophyllum majus Burret[1]
- Ancistrophyllum secundiflorum (P.Beauv.) G.Mann & H.Wendl.[1]
- Calamus secundiflorus P.Beauv.[1]
- Laccosperma laurentii (De Wild.) J.Dransf.[1]
- Laccosperma majus (Burret) J.Dransf.[1]
- Neoancistrophyllum laurentii (De Wild.) Rauschert[1]
- Neoancistrophyllum majus (Burret) Rauschert[1]
- Neoancistrophyllum secundiflorum (P.Beauv.) Rauschert[1]

Laccosperma secundiflorum ou Gao est une espèce de plantes de la famille des Arecaceae (palmiers), de la sous-famille des Calamoideae, qui est issue des forêts tropicales allant du Sénégal au Cameroun. Se reproduisant jusqu'à 1 050 m d'altitude dans les grandes forêts, il est abondant dans les zones gorgées d'eau comme les marécages. Il préfère les zones où la pluviométrie moyenne est inférieure à 1 600 mm par an. Il a des tiges épineuses qu'elle utilise pour envelopper les arbres à proximité, ce qui lui permet de se développer sous couvert forestier à des hauteurs de plus de 30 mètres. Les populations l'utilisent pour faire du vin de palme, ainsi que des tiges (semblables au rotin) pour les meubles, des tapis et des paniers.

## Description
Tige robuste de 20 à 25 mm de diamètre et grimpant à 25-50 m de hauteur, Laccosperma secundiflorum a des graines lisses et ovoïdes de 1 à 1,2 cm de long.
Les tiges sont utilisées pour l'ébénisterie, les paniers, les pièges à poissons, les ponts suspendus ou les baguettes de tambour. Les fines tiges sont utilisées dans la vannerie et comme ligature. En Côte d’Ivoire, son bourgeon apical cuit avec les feuilles de Caesalpinia bonduc est utilisé pour le traitement des maux d’estomac et de la stérilité. La moëlle tendre des jeunes pousses est utilisée contre les vers. Au Cameroun, les jeunes pousses sont un remède contre la fièvre, la dysenterie et les vers.